# لولالدة أولاد عليان (مرس الخير)
لولالدة أولاد عليان هي إحدى مشيخات المملكة المغربية، تتبع جغرافيا لعمالة الصخيرات تمارة وإداريًا لمرس الخير. يقدر عدد سكانها بـ 3129 نسمة حسب الإحصاء الرسمي للسكان والسكنى لسنة 2004.